# Osiedle wiejskie aleksandrowskie
Aleksandrowskoje (ros. Александровское сельское поселение) – jednostka administracyjna (osiedle wiejskie) wchodząca w skład rejonu monastyrszczińskiego w оbwodzie smoleńskim w Rosji.
Centrum administracyjnym osiedla wiejskiego jest dieriewnia Słoboda.

## Geografia
Powierzchnia osiedla wiejskiego wynosi 205,40 km², a jego główną rzeką jest Wichra.

## Historia
Osiedle powstało na mocy uchwały obwodu smoleńskiego z 2 grudnia 2004 r., z późniejszymi zmianami – uchwała z dnia 28 maja 2015 roku.

## Demografia
W 2020 roku osiedle wiejskie zamieszkiwało 770 osób.

## Miejscowości
W skład jednostki administracyjnej wchodzi 23 miejscowości (wyłącznie dieriewnie): Burchowo, Dosugowo, Jegorje, Kotowo, Łobkowo, Majskoje, Małyszewo, Masłowo, Michiejkowo, Nogiszkino, Noskowo-1, Noskowo-2, Nowaja Bołobowszczina, Nowoje sieło, Nowo-Wnukowo, Osinowka, Putiatino, Skrieplewo, Słoboda, Staraja Bołobowszczina, Tufla, Zalkowo, Zastupowo.